# 逊河县
逊河县，中华民国旧县名。
1931年由逊河设治局升县，治所在今黑龙江省逊克县西南逊河镇。1943年撤销，与奇克县合并，设立逊克县。 